# Ostehøvl
Ostehøvlen er et redskab til at skære ost i tynde skiver. Den blev opfundet af nordmanden snedker Thor Bjørklund. Han  tog patent på opfindelsen i 1925 og oprettede to år senere en ostehøvlsfabrik i Lillehammer. Fabrikken Thor Bjørklund & Sønner AS  gik konkurs den 28. september 2009 som følge af vigende omsætning.
I 1963 fik danskeren Nils Jagd Jensen den ide at producere dobbeltstrengede  ostehøvle . 